# Кирасирская улица (Пушкин)
Кираси́рская у́лица — улица в городе Пушкине (Пушкинский район Санкт-Петербурга). Проходит от Гусарской улицы до Стрелковой улицы.
Улицу построили в 2007 году в связи с застройкой территории жилыми дома. 31 марта 2008 года ей присвоили название Кирасирская. Название дано в память о том, что в этом районе квартировал лейб-гвардии Кирасирский полк.
По данным на октябрь 2015 года, адреса по Кирасирской улице нет ни у одного дома. Это связано с тем, что построенным вдоль неё жилым домам присваивали адреса до марта 2008 года.